# Kevin Thomas
(en) Statistiques sur pro-football-reference
Kevin Thomas (né le 20 septembre 1986 à Oxnard) est un joueur américain de football américain.

## Lycée
Thomas est remarqué très jeune, faisant partie des meilleurs joueurs des États-Unis au niveau lycéen, nommé même All-American. Pour sa dernière saison, il joue aux postes de defensive back et de wide receiver et est qualifié de grand espoirs du football. Pour sa dernière saison, il fait quatre-vingt-un tacles et cinq interceptions en défense ainsi que vingt-sept réceptions pour 430 yards et cinq touchdowns à l'attaque.

## Carrière

### Université
Arrivant en 2005, à l'université de Californie du Sud, Thomas débute comme cornerback remplaçant, jouant neuf matchs, et faisant partie de l'escouade spéciale. En 2006, Thomas joue quatre matchs avant de se blesser et de déclarer forfait pour le reste de la saison. La saison 2007 ne le voit jouer aucun match à cause d'une blessure. En 2008, il fait une seconde année en tant que junior et est titulaire à l'ensemble des treize matchs de la saison. En 2009, il reste titulaire lors de toutes les confrontations, étant nommé dans la seconde équipe de la saison pour la conférence Pac 10.

### Professionnel
Kevin Thomas est sélectionné au troisième tour du draft de la NFL de 2010 par les Colts d'Indianapolis. Avant le début de la saison 2010, il se blesse au genou et est mis sur la liste des blessés jusqu'à la fin de la saison. En 2011, il joue neuf matchs et fait trente-trois tacles.
Le 2 août 2012, il est échangé aux Eagles de Philadelphie avec le septième choix d'Indianapolis au draft de 2013 contre Moise Fokou et Greg Lloyd, Jr.. Néanmoins, il ne joue que la pré-saison avec Philadelphie et est libéré le 25 août, quelques jours avant le début de la saison.
En avril 2014, il signe avec les Argonauts de Toronto, mais est libéré en juin 2014.